# Aloeides bamptoni
Aloeides bamptoni är en fjärilsart som beskrevs av Tite och Dickson 1977. Aloeides bamptoni ingår i släktet Aloeides och familjen juvelvingar. Inga underarter finns listade i Catalogue of Life.